# بورن هاب
بورن هاب (بالإنجليزية: PornHub) هو جزء من حملة شبكة بورن هاب، وهو موقع مشاركة فيديوهات إباحي ويعتبر أضخم موقع إباحي على الإنترنت. تم إطلاق بورن هاب في مونتريال، كندا عام 2007. يوفر الموقع إباحية هواة وإباحية محترفة. لدى الموقع أيضاً مكاتب وخوادم في كل من سان فرانسيسكو، هيوستن، نيو أورليانز ولندن. في مارس عام 2010 قام بورن هاب بشراء شركة مان وين (تعرف الآن باسم مايند جيك) والتي تملك عدد من مواقع الإنترنت الإباحية.

## تاريخ
تأسس بورن هاب بواسطة مطور الويب مات كيزير كموقع ويب ضمن شركة إنترهاب (بالإنجليزية: Interhub) وتم إطلاق الموقع عام 2007. في مارس عام 2010 تم شراء الشركة من قبل فابيان ثيلمان كجزء من تكتل مان وين، والذي يُعرف الآن باسم مايند جيك. كجزء من مايند جيك، يشكل بورن هاب واحد من عدة مواقع ويب إباحية في الشركة «بورن هاب نتورك»، جنباً إلى جنب مع يوبورن، ريد تيوب وما شابه ذلك. وإن لم يكن موقع الويب الأكثر شعبية، يعتبر بورن هاب أحد أضخم مواقع الويب الإباحية على الإنترنت، باستضافته مقاطع فيديو أكثر من أي موقع آخر مماثل.
يسمح الموقع للمتصفحين عرض مقاطع فيديو إباحية من بين عدد من الفئات، بما في ذلك الإباحية المحترفة وإباحية الهواة. كما يمكن للمستخدمين الاستفادة من عدة خصائص على الموقع، بما في ذلك مشاركة مقاطع الفيديو وضغط زر إعجاب أو زر عدم الإعجاب على الفيديو. كما يمكن للمستخدمين أيضا تسجيل حساب مجاناً، ما يتيح للمستخدم التعليق، وتحميل ملفات الفيديو وإضافتها إلى فئة المفضلة لديهم، بالإضافة إلى رفع مقاطع فيديو على الموقع. لمحاربة انتشار المحتويات الإباحية غير القانونية، يتم تشجيع المستخدمين على التبليغ عن مقاطع الفيديو التي اعتبروها غير مناسبة، والتي يتم مراجعتها من قبل فريق بورن هاب وإزالتها إذا كانت تنتهك شروط الموقع.
أبلغ الموقع مستخدميه عام 2014 بأن يوقفوا تحميل لقطات من خسارة البرازيل إلى ألمانيا في نهائيات كأس العالم لكرة القدم 2014 بعناوين ذات التلميحات الجنسية.

## الرقابة
في 12 مارس عام 2014 تم حجب بورن هاب في روسيا بسبب فيديو إباحي لممثلة بدت صغيرة جداً في السن، مما دفع بعض المشاهدين إلى الاعتقاد أنها كانت قاصر.

## الأعمال الخيرية
منذ عام 2012، قام بورن هاب بإستضافة عدد من الفعاليات والحملات لرفع الوعي حول قضايا معينة أو/و لجمع التبرعات، وكذلك للمساعدة على تعزيز العلامة التجارية للموقع. أول هذه الأحداث جرت في نيويورك يوم 24 أبريل 2012، مع تقديم «حافلة الثدي» (بالإنجليزية: "Boob Bus"). سافرت الحافلة السياحية إلى خمس محطات توقف في عدة معالم بارزة في مدينة نيويورك، وكان الهدف من الفعالية رفع الوعي بسرطان الثدي من خلال تقديم فحوصات ثدي مجانية للمارة، بالإضافة إلى تعليم تقنيات وطرق الفحص الذاتي في المنزل. قام الجراح التجميلي ديفيد شيفر بإعطاء إختبارات وتعليم للنساء حول كيفية أداء الفحص الذاتي، وقامت الممثلة الإباحية بري أولسون بدور المشجعة في الفعالية.

## جهاز قابل للارتداء
أعلن بورن هاب في فبراير عام 2015 عن سوار مزود بمولد كهربائي للطاقة الحرارية. يستهدف المنتج الرجال بالدرجة الأولى، ويستخدم السوار الحركة صعوداً ونزولاً الناتجة عن الاستمناء لشحن الأجهزة الإلكترونية للعميل.

## في الثقافة الشعبية
ظهر بورن هاب بشكل بارز في مشاهد عديدة من فيلم الكوميديا الرومانسية دون جون من عام 2013. أوضح نائب رئيس بورن هاب كوري برايس أن أحد منتجي الفيلم اتصل بالشركة في مارس 2012 لطلب الحصول على إذن لاستخدام العلامة التجارية لبورن هاب. قام برايس بمراجعة نص الفيلم ومنحهم الإذن، وقام حتى بمساعدتهم في إيجاد لقطات للاستخدام في الفيلم من شركاء المحتوى (مثل برازرز، موفوز، ديجتال بلاي غراوند وتويستيز). قام المخرج والممثل في الفيلم جوزيف غوردون-ليفيت بتحرير اللقطات معاً على شكل تنسيقات سريعة لإطلاق نار، كما ظهرت بشكل بارز في الفيلم.